# Austrocladius terjugus
Austrocladius terjugus är en tvåvingeart som först beskrevs av Frederick Askew Skuse 1889.  Austrocladius terjugus ingår i släktet Austrocladius och familjen fjädermyggor. Inga underarter finns listade i Catalogue of Life.